# San Pedro del Ycua Mandiyu
San Pedro del Ycua Mandiyu este un oraș din departamentul San Pedro, Paraguay.